# Guldgul frostmätare
Guldgul frostmätare (Agriopis aurantiaria) är en fjärilsart som först beskrevs av Jacob Hübner 1799.  Guldgul frostmätare ingår i släktet Agriopis, och familjen mätare. Arten är reproducerande i Sverige.

## Bildgalleri

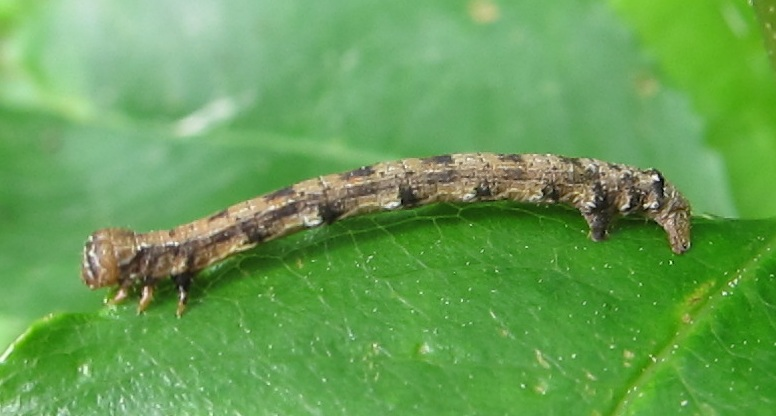